# Železniční trať Václavice–Starkoč
Železniční trať Václavice–Starkoč je jednokolejná neelektrizovaná železniční trať, součást celostátní dráhy, sloužící jako spojka dvou dalších hlavních tratí – z Jaroměře do Trutnova a z Týniště nad Orlicí do Broumova.

## Historie

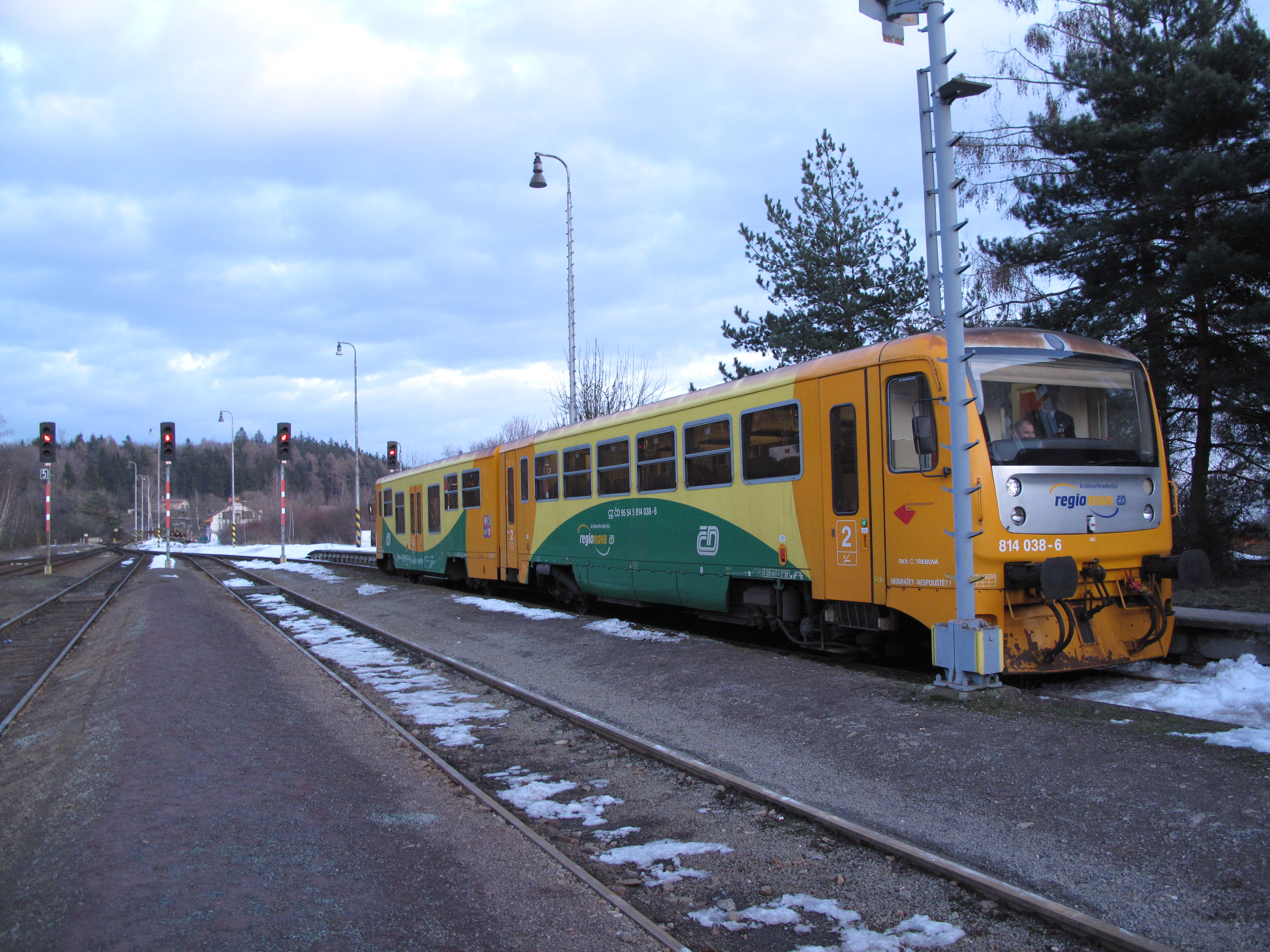
Vlak z Václavic tvořený jednotkou 814 ve stanici Starkoč.

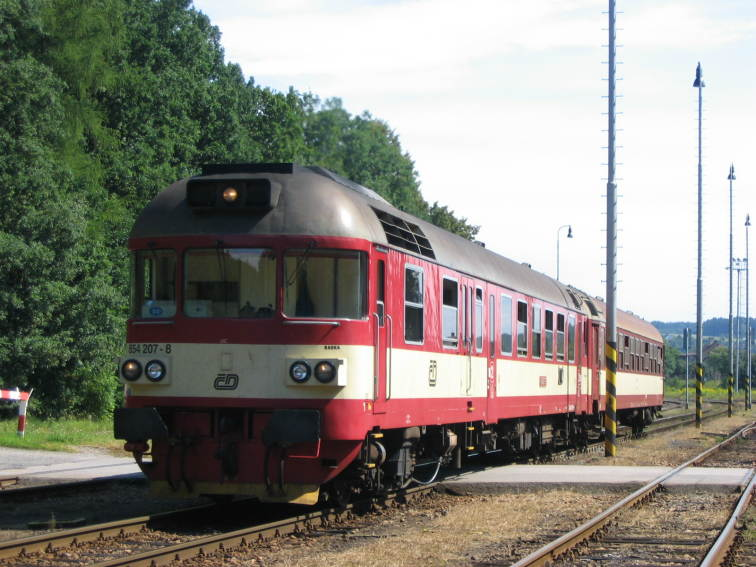
Osobní vlak ve Starkoči tvořený motorovým vozem 854 s přípojným vozem.

List povolení Františka Josefa Prvního ze dne 14. září 1872 udělil společnosti c. k. priv. Rakouské železnice státní právo ke stavbě a užívání lokomotivní železnice z Chocně do Neusorge (Halbštadt) s drahami připojovacími na Broumov a z Wenzelsbergu (Václavic) na některé příhodné místo jihosevero-německé železnice spojovací. Společnost zavazuje se, že povolenou železnici počne v šesti měsících ode dne povolení počítajíc stavěti, že celou železnici ve třech dalších létech postaví a veřejnou jízdu po ní zavede.
Trať postavila Rakouská společnost státní dráhy v roce 1876 jako spojku od své trati vedoucí z Chocně k pruským hranicím k souběžně vedoucí trati Jihoseveroněmecké spojovací dráhy. Před výstavbou bylo uvažováno i o tom, že by trať místo ze Starkoče odbočovala v České Skalici a vedla by do Vysokova – což prosazovala Jihoseveroněmecká spojovací dráha, ale nakonec byla vystavěna v současné trase, kterou prosazovala Společnost státní dráhy.
Z dnešního pohledu se takové trasování jeví jako nevýhodné, jelikož při jízdě od Hradce Králové do Náchoda je nutno, aby vlak dvakrát měnil směr (konal úvrať). Tehdejší podnikatelé však měli jiné záměry.
Od roku 1908 se provozovatelem dopravy staly státní kkStB a roku 1909 byla vlastní trať zestátněna spolu s celou Společností státní dráhy. Od té doby je ve vlastnictví státních organizací. Za 1. světové války byla osobní doprava podobně jako na ostatních tratích silně zredukována. Po válce tu jezdily tři páry osobních vlaků. Od roku 1930 byly na osobní vlaky nasazeny motorové vozy.
Za války zde jezdil rychlík z Prahy do Meziměstí. Rychlíky se na trať vrátily v letech 2003 – 2005, kdy tudy jezdily spoje z Prahy do Meziměstí, jeden měl svou počáteční stanici dokonce v Chebu. Rychlíky do Prahy jezdily také v od GVD 2016/17 do 2018/19. Od GVD 2019/20 ale opět nejezdí.

### Co vypovídají staré jízdní řády
| rok | provozovaná trať         | počet vlaků        |
| --- | ------------------------ | ------------------ |
| 1900 | 13 Václavice – Starkoč   | 5 Sm               |
| 1921 léto | 13 Václavice – Starkoč   | 5 Sm               |
| 1928/29 zima | 161 Václavice – Starkoč  | 5 N                |
| 1937/38 zima | 129 Václavice – Starkoč  | 12 N               |
| 1944/45 | 502b Václavice – Starkoč | 1 R + 9 Os         |
| 1945/46 | 3d Václavice – Starkoč   | 9 N                |
| 1959/60 | 3d Václavice – Starkoč   | 16 N               |
| 1988/89 | 033 Václavice – Starkoč  | 19 N               |
| 2002/03 | 033 Starkoč – Náchod     | 1 R + 11 Os        |
| 2012/2013 | 033 Starkoč – Náchod     | 10 Sp + 22 Os      |
| 2016/2017 | 033 Starkoč – Náchod     | 2 R + 29 Sp + 6 Os |
| Vysvětlivky Sm – smíšený vlak, N – nákladní vlak s přepravou osob, R – rychlík, Sp – spěšný vlak, Os – osobní vlak |                          |                    |

## Provoz
V současnosti (2017) je na trati provozována osobní doprava v intervalu přibližně 1 a čtvrt hodiny. Osobní vlaky jezdí obvykle ze Starkoče do Broumova, spěšné vlaky pak ze Starkoče do Broumova nebo ze Starkoče do Náchoda či ze Starkoče do Meziměstí, rychlíky zase jezdí z Prahy hl.n. do Meziměstí. Na rychlíky jsou nasazované motorové lokomotivy 750.7, na spěšné vlaky jsou nasazované motorové jednotky 814 a na osobní vlaky jsou nasazované motorové jednotky 814, motorové vozy 854 a motorové vozy 810.

## Budoucnost
V rámci koncepce železniční dopravy v Královéhradeckém kraji se do budoucna uvažuje o nahrazení této tratě novou spojkou pro přímou jízdu z Hradce Králové do Náchoda. Trať má být elektrizovaná a má vést tunelem pod obcí Vysokov. Má tedy vést obdobnou trasou, jak byla navrhována už v 19. století.